# Сага о Финбогију Снажном
Сага о Финбогију Снажном (исл. Finnboga saga ramma) једна је од средњовековних исландских сага из циклуса Сага о Исланђанима. Написана је вероватно почетком XIV века и данас је сачувана у свега две манускрипте из 1340. и једном спису с почетка 1400—их година. За разлику од већине сага из тог времена, Сага о Финбогију има најмање додирних тачака са стварним догађајима и особама. 
Иако је централна личност саге особа са историјском позадином, највећи део догађаја у истој има све одлике фикције и слободне интерпретације догађаја. Сага прати доживљаје и пустоловине извесног јунака Финбогија, од његовог рођења до смрти, јунака коме због велике снаге и оданости византијски цар у Цариграду даје надимак Снажни. 